# شهرداری موروچاتا
شهرداری موروچاتا (به اسپانیایی: Morochata Municipality) یک شهرداری در بولیوی است که در استان آیوپایا واقع شده‌است. شهرداری موروچاتا ۳۴٬۱۳۴ نفر جمعیت دارد.